# Стратійчук Ілля Ілліч
Ілля Ілліч Стратійчук (1915-1995) — командир батальйону 836-го стрілецького полку 240-ї стрілецької дивізії 38-ї армії Воронезького фронту, майор. Герой Радянського Союзу.

## Біографія
Народився 15 травня 1915 року в селі Ольгопіль нині Гайсинського району Вінницької області в родині селянина. Українець. Закінчив 5 класів. Працював бригадиром у колгоспі.
В Червону Армію призваний у 1937 році Ольгопольським райвійськкоматом Вінницької області. У 1942 році закінчив курси молодших лейтенантів. Учасник Другої світової війни з лютого 1942 року. Член ВКП(б)/КПРС з 1943 року.
З лютого 1942 по січень 1943 року воював на Брянському фронті. З 15 по 22 лютого брав участь у боях під хутором Червоний, з 26 по 30 квітня — під містом Мценськ, з 15 вересня по 5 жовтня — в районі хутора Мокрий і села Гнездилово.
Будучи командиром роти у боях під селом Ольховатка 15-17 вересня 1942 року лейтенант Стратійчук вміло і своєчасно підготував великий удар противнику, в результаті якого він поніс великі втрати — до 100 осіб. В боях за гай південніше Гнездилово 17 вересня особисто прийняв на себе командування і повів батальйон у вирішальний кривавий бій. Найбільша контратака суперника, яка загрожувала всім підрозділам бути розбитими на голову, була відбита. У цьому бою супротивник втратив убитими не менше 200 осіб. За ці бої лейтенант І.І. Стратійчук нагороджений орденом Червоного Прапора.
З січня 1943 року воював на Воронезькому фронті. 25 січня 1943 року командир 3-го стрілецького батальйону капітан Стратійчук уміло організував прорив ворожої оборони. Знищено понад 250 німецьких солдатів і офіцерів. Звернувши німців у втечу, зумів захопити багато зброї, а також одну гармату.
При наступі на місто Тім Курської області 6-7 лютого 1943 року батальйон Стратійчука діяв сміливо і рішуче. Зламавши опір противника, першим увірвався на північно-західну околицю міста, знищивши при цьому понад 450 німецьких солдатів і офіцерів, і здобув трофеї: 8 автомашин, 5 гармат, 2 тягача і один склад з продовольством. Батальйон повністю очистив місто Тім від ворога.
При виконанні особливого завдання по знищенню угруповання ворожих солдатів і офіцерів в селі Погоже Тімського району Курської області 10 лютого 1943 року виявив безстрашність і вміння командування батальйоном. Вмілим маневром село Погоже було оточено батальйоном. При цьому знищено понад 350 німецьких солдатів і офіцерів, захоплено в полон 120 німців, а також 2 гармати, які були звернені в бік ворога. Під час переслідування відступаючого противника капітан Стратійчук однією ротою виявився відрізаним від свого батальйону. Вмілим маневром і правильним рішенням вирвався з оточення, знищивши понад 75 німців. 11 лютого Стратійчук був поранений.
За ці бої був представлений до ордена Леніна, однак у вищій інстанції подання було переглянуто, і капітан І.І. Стратейчук нагороджений орденом Олександра Невського.
Особливо відзначився в боях при форсуванні Дніпра і утриманні плацдарму на його правому березі. Командир батальйону 836-го стрілецького полку майор І.І. Стратійчук зі своїм батальйоном під сильним артилерійським і мінометним вогнем противника 27 вересня 1943 року форсував річку Дніпро з малими втратами особового складу, відкинув противника й міцно закріпився на правому березі. Розвиваючи наступ, особливо відважно й сміливо діяв при захопленні села Лютіж Вишгородського району Київської області. В 23.00 6 жовтня 1943 року батальйон майора Стратійчука, наступаючи зі сходу в напрямку церкви, знявши безшумно бойову охорону супротивника, без підтримки артилерії увірвався в центр села, оточив і знищив німецький гарнізон до 200 осіб. Цим самим сприяв взяттю села іншими підрозділами. Вийшовши на південну околицю села Лютіж, підрозділ закріпився, відбиваючи запеклі контратаки німців. За два дні боїв відобразило 8 контратак противника, міцно утримуючи займаний рубіж.
Указом Президії Верховної Ради СРСР від 29 жовтня 1943 року за зразкове виконання бойових завдань командування на фронті боротьби з німецько-фашистськими загарбниками і проявлені при цьому мужність і героїзм, майору Стратійчуку Іллі Іллічу присвоєно звання Героя Радянського Союзу з врученням ордена Леніна і медалі «Золота Зірка».
З 1946 року майор І.І. Стратейчук — в запасі. Працював у місті Казань директором заготзбутбази. Потім жив у місті Ромни Сумської області. Помер 15 січня 1995 року. Похований на Центральному кладовищі в Ромнах.
Нагороджений орденами Леніна, Червоного Прапора, Олександра Невського, 2 орденами Вітчизняної війни 1-го ступеня, медалями. У місті Ромни на Алеї Героїв встановлено пам'ятний стенд І.І. Стратійчука.